# Dominik Mašek
Dominik Mašek (Příbram, República Checa, 10 de julio de 1995) es un futbolista checo. Se desempeña como delantero y actualmente milita en el 1. FK Příbram de la Gambrinus liga de la República Checa. Su padre, Jaroslav Mašek, fue también un futbolista que jugó durante la década de los 90.

## Trayectoria
Dominik se unió al 1. FK Příbram a los 4 años de edad, donde su progreso fue tan rápido que su debut con el primer equipo en la Gambrinus liga se produjo apenas el 28 de abril de 2011 frente al Baník Ostrava en el último encuentro de la temporada. De esta forma, Dominik se convirtió en el jugador más joven en haber debutado en la liga checa, contando en ese momento con tan solo 15 años y 322 días de edad. Durante la temporada 2010-11, Dominik marcó 22 goles en 14 partidos con el equipo Sub-16, mientras que con los equipos Sub-17 y Sub-19 marcó 11 goles en 10 encuentros como titular. Previo a esto, Dominik había sido elegido como el Talento Joven del Año en el fútbol checo en 2010.  Para la temporada 2011-12, se le asignó el dorsal #8, un cambio respecto al dorsal #21 que había utilizado anteriormente.

## Selección nacional
Dominik ha sido internacional con la Selección de la República Checa Sub-16 y Sub-17. Con la Sub-16, Dominik haría su debut el 14 de septiembre de 2011 en la victoria por 2-1 sobre Eslovaquia, en donde contribuyó con una anotación, mientras que su debut con la Sub-17 sería el 22 de febrero de 2011 en la derrota por 2-1 frente a Serbia con tan solo 15 años de edad. Luego, Dominik participó en la Copa Mundial Sub-17 de 2011 celebrada en México, siendo titular en el primer encuentro frente a los Estados Unidos, aunque su selección sería derrotada por 3-0. Al final, la República Checa no pudo superar la primera fase, al haber acumulado solamente tres puntos con una victoria por 1-0 sobre Nueva Zelanda.

## Clubes
| Club          | País            | Año             |
| ------------- | --------------- | --------------- |
| 1. FK Příbram | República Checa | 1999 - Presente |

## Palmarés

### Distinciones individuales
| Distinción                               | Año  |
| ---------------------------------------- | ---- |
| Talento Joven del Año en el fútbol checo | 2010 |